# Josef Frank (Politiker, 1892)
Josef Frank (* 5. Dezember 1892 in Grünberg (Oberpfalz), heute Brand (Oberpfalz); † nach 1954) war ein deutscher Politiker der Bayernpartei.
Frank war als Landwirt tätig. Am 22. Oktober 1951 rückte er für Franz Xaver Meitinger in den Bayerischen Landtag nach, dem er bis zum Ende der Wahlperiode angehörte. In dieser Zeit war er in den Ausschüssen für Grenzlandfragen und Sozialpolitische Angelegenheiten tätig, später auch im Ausschuss für Angelegenheiten der Heimatvertriebenen und Kriegsfolgegeschädigten.